# Rhynchospora paramora
Rhynchospora paramora är en halvgräsart som beskrevs av Julian Alfred Steyermark. Rhynchospora paramora ingår i släktet småag, och familjen halvgräs. Inga underarter finns listade i Catalogue of Life.